# Olivia Newton-John

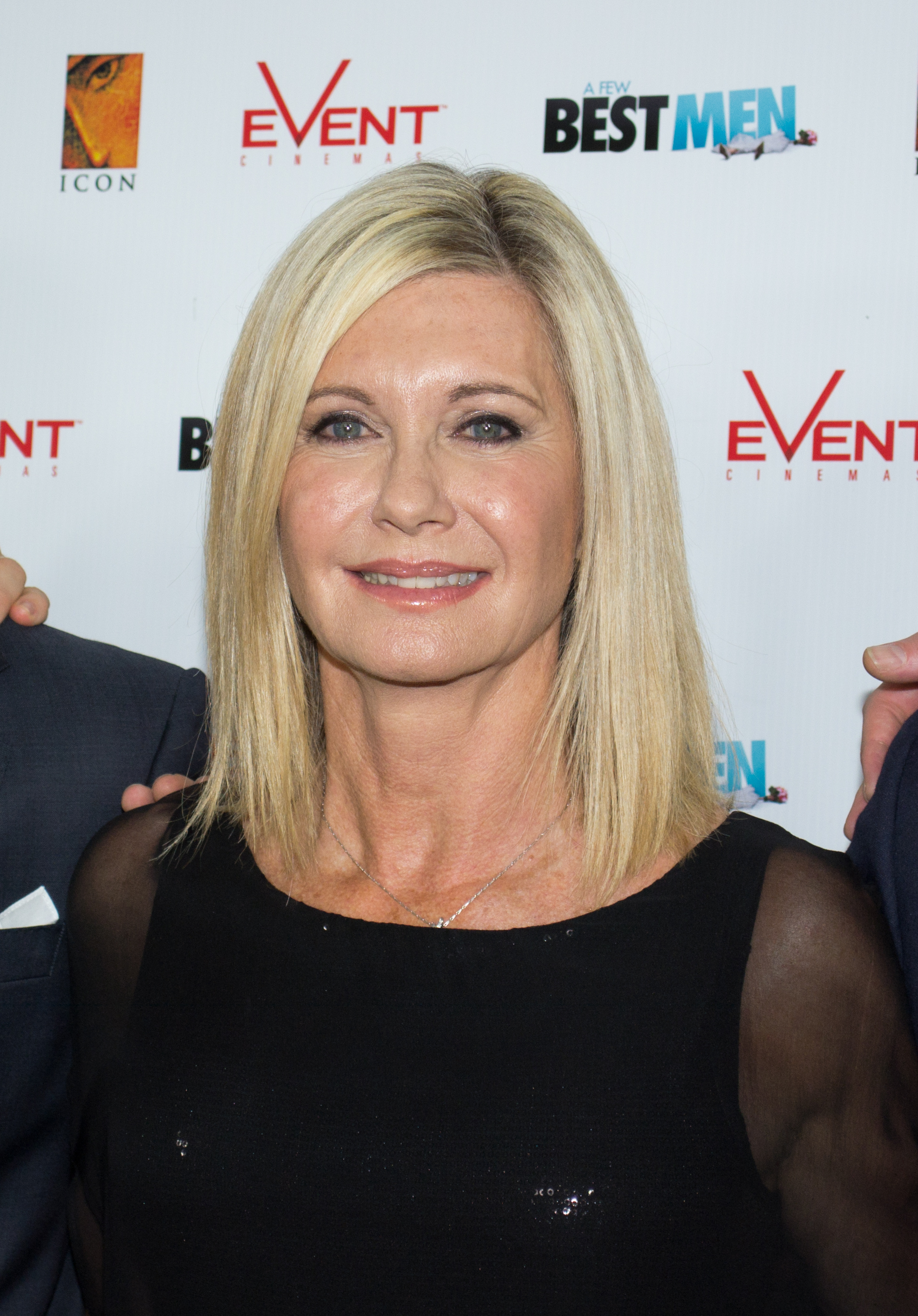
Olivia Newton-John, 2012.

Olivia Newton-John, född 26 september 1948 i Cambridge, Storbritannien, död 8 augusti 2022 i Santa Ynez Valley i Santa Barbara County, Kalifornien, USA, var en brittisk-australisk sångare, låtskrivare, skådespelare och dansare.
Newton-John erhöll fyra Grammy Awards och hade fem förstaplaceringar samt tio topp-tio placeringar på Billboard Hot 100. Hon sålde omkring 100 miljoner skivor, vilket gör henne till en av de bästsäljande musikartisterna genom tiderna.
Newton-John spelade Sandra Dee "Sandy" Olsson, den kvinnliga huvudrollen i musikalfilmen Grease (1978), vars soundtrack ännu är ett av de mest framgångsrika och innehåller två hit-duetter med motspelaren John Travolta: "You're the One That I Want" och "Summer Nights".
Hennes egna singlar inkluderar "I Honestly Love You", "Physical", "Let Me Be There", "Have You Never Been Mellow", "Hopelessly Devoted to You" (också från Grease), "A Little More Love" samt från filmen Xanadu (1980), "Magic" och "Xanadu" (med Electric Light Orchestra).

## Biografi
Olivia Newton-John föddes i Cambridge i England och var dotterdotter till nobelpristagaren i fysik Max Born. Som sexåring flyttade hon med familjen till Melbourne i Australien, där hon bodde tills hon var 17 år då hon återvände till Storbritannien när hon fick ett skivkontrakt. Hon tävlade för Storbritannien i Eurovision Song Contest 1974 med låten "Long Live Love" som slutade på fjärde plats.
Newton-John bosatte sig senare i USA. För den breda publiken blev hon känd genom musikalfilmen Grease, i vilken hon spelade mot John Travolta. Därefter medverkade hon i ett fåtal filmer, bland annat Xanadu (1980), Two of a Kind (1982) och It's My Party (1996).
Bland Newton-Johns största hits märks "Let Me Be There" (1973), "If You Love Me (Let Me Know)" (1974), "I Honestly Love You" (1974), "Have You Never Been Mellow" (1975), "Please Mr Please" (1975), "You're the One That I Want" (tillsammans med John Travolta) (1978), "Hopelessly Devoted to You" (1978), "Summer Nights" (tillsammans med John Travolta) (1978), "A Little More Love" (1978), "Every Face Tells a Story" (1978), "Magic" (1980), "Xanadu" (1980) och "Physical" (1981). Den förstnämnda sången (1973) var i genren country-musik, just innan hon tog steget över till huvudsakligen pop.
Hon var gift två gånger. Hon fick en dotter född 1986 med sin första make, skådespelaren Matt Lattanzi. 
Olivia Newton-John har en stjärna på Hollywood Walk of Fame. Hon ses som en av Australiens mest framgångsrika artister.
Newton-John dog på sin ranch i Santa Barbara County i Kalifornien i sviterna av bröstcancer, en sjukdom som hon första gången diagnosticerades med 1992 och fick återfall två gånger.

## Diskografi i urval
- If Not For You (1971)
- Let Me Be There (1973)
- If You Love Me Let Me Know (1974)
- Long Live Love (1974)
- Clearly Love (1975)
- Have You Never Been Mellow (1975)
- Don't Stop Believin' (1976)
- Come On Over (1976)
- Greatest Hits (1976) (samlingsskiva)
- Making A Good Thing Better (1977)
- Totally Hot (1978)
- Grease - Soundtrack (1978)
- Xanadu - Soundtrack (1980)
- Physical (1981)
- Two Of A Kind (1983)
- Soul Kiss (1985)
- The Rumour (1988)
- Warm And Tender (1989)
- Gaia (1994)
- Back With A Heart (1998)
- One Woman's Live Journey (2000)
- Indigo: Women of Song (2004)
- Stronger Than Before (2005)
- Grace And Gratitude (2006)
- Christmas Wish (2007)
- Summer Nights - Live in Las Vegas (2015)

## Filmografi
- Funny Things Happen Down Under (1965)
- Toomorrow (1970)
- Grease (1978)
- Xanadu (1980)
- Two of a Kind (1983)
- En Mamma Till Jul (TV) (1990; A Mom for Christmas)
- A Christmas Romance (TV) (1994)
- It's My Party (1996)
- Sordid Lives (2000)
- The Wilde Girls (TV) (2001, 2013)